# Escala sinóptica

Uso de la escala sinóptica para la tormenta Adriana

La escala sinóptica, también llamada escala grande o escala ciclónica, en meteorología es una escala de longitud horizontal del orden de los 1000 km o más. Esto se corresponde con la escala horizontal típica de las depresiones en las latitudes medias. Los mapas meteorológicos habituales en que aparecen representadas las áreas de altas y bajas presiones son mapas de escala sinóptica. La palabra sinóptico deriva del griego σύν y ὀπτικός, que significa visión de conjunto.
Las ecuaciones de Navier-Stokes aplicadas al movimiento atmosférico pueden simplificarse con análisis de escala en el nivel sinóptico. Puede demostrarse que los términos principales en las ecuaciones horizontales son términos de fuerzas de Coriolis y de gradiente de presión; así, se puede usar una aproximación geostrófica. En coordenadas verticales, la ecuación de momentum simplifica la ecuación de equilibrio hidrostático.